# Нафплион (дим)
На́фплион (греч. Δήμος Ναυπλιέων) — община (дим) в Греции в северо-восточной части Пелопоннеса, на полуострове Арголиде, на побережье залива Арголикоса. Входит в периферийную единицу Арголиду в периферии Пелопоннес. Население 33 356 жителей по переписи 2011 года. Площадь 390,241 квадратного километра. Плотность 85,48 человека на квадратный километр. Административный центр — Нафплион. Димархом на местных выборах 2014 года избран Димитрис Костурос (Δημήτρης Κωστούρος).
В 2011 году по программе «Калликратис» к общине Нафплион присоединены упразднённые общины Асини, Мидея и Неа-Тиринс.

## Административное деление

Административное деление общины:
1 — Нафплион
2 — сверху вниз: Мидея, Неа-Тиринс, Асини

Община Нафплион делится на 4 общинные единицы.